# 봉황각
봉황각(鳳凰閣)은 서울특별시 강북구 우이동에 있는 대한제국시대의 건축물이다. 1969년 9월 18일 서울특별시의 유형문화재 제2호로 지정되었다.
1912년 의암 손병희 선생이 세운 것이다. 일제에 빼앗긴 국권을 찾기 위해 천도교 지도자를 훈련시킨 곳으로 의창수도원이라고도 부른다. 봉황각이란 이름은 천도교 교조 최제우가 남긴 시에 자주 나오는 ‘봉황’이라는 낱말을 딴 것이다. 현재 걸려있는 현판은 오세창이 썼다.
손병희 선생은 1910년 우리나라가 일본의 식민지가 되자 천도교의 신앙생활을 심어주는 한편, 지도자들에게 역사의식을 심어주는 수련장으로 이 집을 지었다. 1919년 3·1운동의 구상도 이곳에서 했으며, 이곳을 거쳐간 지도자들이 3·1운동의 주체가 되었다.
봉황각과 부속 건물에는 그 당시의 유물이 남아있고 이곳 앞쪽 약 50m 지점에 손병희 선생의 묘소가 있다.  

## 개요
봉황각(鳳凰閣)은 독립운동가로서 3·1운동 때 민족대표 33인의 한 사람인 의암(義庵) 손병희가 1911년 경기도 고양군 숭인면 우이동이었던 이곳 27,900여평을 매입하여, 보국안민(報國安民)을 내세우고 일제에 빼앗긴 국권을 찾기 위해 천도교 지도자를 훈련시키는 목적으로 1912년에 세운 건물이다.
봉황각은 우이동 버스종점에서 도선사(道詵寺) 입구 쪽으로 올라가면 좌측으로 나오는 천도교종학대학원(天道敎宗學大學院) 건물 뒤에 있다. 봉황각 뒤에는 봉황각과 동시에 지어졌다고 하는 'ㄱ'자 평면의 살림채가 있으며, 봉황각과 담으로 구획되어 있다.
봉황각은 동남향을 하며 자리잡았고, 봉황각 왼편의 살림채 역시 같은 좌향을 하였다. 봉황각이 건립되었을 당시에는 봉황각 오른편 아래 우이동 버스종점 주변에 12동의 건물이 더 있었다고 하는데, 3·1운동 후 일제에 의해 철거되었다고 한다. 봉황각을 포함한 건물의 숫자가 13인 것은 천도교의 신앙 방법 중의 하나인 '13자 주문'과 통한다.
봉황각 오른쪽인 동북쪽에 봉황각과 직교하며 동북향으로 서 있는 천도교종학대학원 건물은 1960년대 말 천도교수운회관(종로구 경운동 88 소재)을 새로 지으며 그 자리에 있던 벽돌조 건물을 이건한 것이다.

## 건물의 특징
봉황각은 '弓乙(궁을)'자형으로 평면이 구성된 한식 목조건물인데, '弓乙'자형의 몸채는 정면 5칸, 측면 2칸이고, 왼쪽 머리를 구성하는 부분은 정면 4칸, 측면 2칸 규모인데, 오른쪽 모서리 한 칸은 몸채 왼쪽 모서리와 겹쳐 있다. 건물 평면을 '弓乙'자형으로 한 것은 천도교의 핵심사상 중의 하나인 '궁을사상'을 반영한 것이다. 궁을은 천도교 교조 최제우(崔濟愚)가 하늘에서 받은 영부의 모양으로 우주 만물의 순환 작용과 활동을 형상화한 것이다.
몸채는 한가운데에 정면 2칸의 대청을 두고 오른쪽에 정면 1칸, 측면 2칸의 누마루가, 왼쪽에 전퇴를 둔 정면 2칸의 방이 배치되어 있으며, 정면 가운데 칸 처마 아래에는 '鳳凰閣(봉황각)' 현판이 걸려 있다. 기단은 두벌대의 장대석 기단을 두었고, 그 위에 사각형의 초석을 두어 사각기둥을 세웠다. 처마는 부연을 단 겹처마이고, 지붕은 팔작지붕을 하였다.
이 건물은 얼른 보기에는 민가풍의 건물로 보이나 격식은 궁궐의 부속건물 양식이 가미되어 있다. 건물 이름 '봉황각'은 최제우의 시문에 자주 나오는 말인 '봉황'에서 따왔다. 흰 바탕에 푸른색으로 쓴 봉황각 현판은 오세창(吳世昌)의 글씨인데, '鳳'자는 중국 당나라 명필 안진경(安眞卿)의 서체를, '凰'자는 당나라 명필 회소(懷素)의 서체를, '閣'자는 송나라 명필 미불(米芾)의 서체를 본뜬 것이다.

## 손병희와 봉황각
손병희는 고종 19년(1882) 동학(東學)에 입교하였고, 2년 후 교주 최시형(崔時亨)을 만나 수제자가 되었다. 을사조약을 찬동한 친일분자인 이용구(李容九) 등과 결별하고, 1906년 동학을 천도교(天道敎)로 개칭하고 제3대 교주로 취임하였다. 1908년 교주 자리를 박인호(朴寅浩)에게 물려주고 이곳 우이동 봉황각에 은퇴하여 수도에 힘쓰며 지도자들에게 역사의식을 심어주었다.
손병희는 3·1운동도 이곳에서 구상하였으며, 이 곳을 거쳐간 사람들은 후에 3·1운동의 주체가 되어 구국운동의 최선봉에 서게 되었다.
봉황각에서 마주보이는 전면 약 50m 되는 산 언덕에는 손병희의 묘가 있으며, 봉황각과 천도교회관에는 당시의 유품이 남아있다. 봉황각은 연성도량(鍊成道場)으로 의창수도원(義彰修道院)이라고도 한다.

## 참고자료
- 봉황각 - 국가유산청 국가유산포털

 본 문서에는 서울특별시에서 지식공유 프로젝트를 통해 퍼블릭 도메인으로 공개한 저작물을 기초로 작성된 내용이 포함되어 있습니다.